# Autosufficienza
Il concetto e la filosofia della autosufficienza si riferisce alla condizione di persone, abitazioni, città, meccanismi, società, sistemi industriali, nazioni che non richiedono (oppure hanno stabilito di non richiedere) nessun aiuto esterno, sostegno, o (nei casi più estremi) interazioni di tipo commerciale o diplomatico, questo con lo scopo di garantire un livello di benessere costante non condizionato da fattori o da nazioni esterne; si tratta dunque di una forma estrema di autonomia personale o collettiva.

## Introduzione
L'autosufficienza viene di solito applicata a vari tipi di vita sostenibile nei quali nulla viene consumato al di fuori di quello che viene prodotto dagli individui o società autosufficienti. Esempi di tentativi di autosufficienza nel Nord America includono la semplicità volontaria, il Luddismo, l'accudire la casa, il survivalismo, e i movimenti che auspicano il "ritorno alla terra".
Alcune delle pratiche che stabiliscono oppure aiutano l'autosufficienza includono la costruzione autonoma, la permacultura, l'agricoltura sostenibile, e l'energia rinnovabile.
L'esistenza di un sistema a tutti gli effetti chiuso, rende necessaria l'auto-sufficienza come pre-requisito di un viaggio spaziale interplanetario o interstellare, oppure per molte forme di colonizzazione dello spazio. Un esempio estremo di un tentativo sperimentale (mal-riuscito) di autosufficienza "atmosferica" e nutrizionale potrebbe essere il progetto Biosfera 2.

### Autosufficienza degli individui e dei piccoli gruppi
Il primo teorico dell'autosufficienza personale è stato il filosofo Aristippo, fondatore della scuola cirenaica.
Il termine viene anche applicato a forme più limitate di autosufficienza: ad esempio, per gli individui, il coltivare il proprio cibo in un terreno, oppure diventare autonomi dal punto di vista energetico e staccarsi dalla rete elettrica, utilizzare la radio CB per comunicare con l'esterno.
Per gli stati e regioni, l'autosufficienza implica il divenire economicamente indipendenti dagli aiuti dello stato centrale (dai suoi sussidi), ma anche da dover contribuire con gravi imposte alle spese della nazione.
Nel caso di entità politiche centrali (paesi indipendenti), l'autosufficienza significa spesso fare a meno dei prestiti del Fondo Monetario Internazionale, della Banca Mondiale, e dunque non dover implementare le politiche neoliberali che spesso impone a cambio dei prestiti.

### Autosufficienza alimentare di alcune nazioni
Spesso molte nazioni cercano ad ogni costo l'autosufficienza alimentare, come per esempio il Giappone, che impone dazi anche molto elevati ad alcuni prodotti fondamentali per l'alimentazione (come il riso), e preferisce nutrirsi di prodotti molto costosi disponibili in loco (come quelli provenienti dalla pesca nel vastissimo Oceano Pacifico), rinunciando ai cereali (grano, mais) ed ai loro derivati (pane, pasta).
Alcune nazioni in passato hanno rinunciato agli aiuti esterni d'emergenza, anche in caso di catastrofi naturali, oppure in casi di estrema necessità alimentare, a volte in modo espressamente dichiarato, altre volte per rivolte della popolazione contro gli "occupanti" e varie forme di caos interno, come nel caso della Somalia.

## La politica agricola comune europea
Uscita dai disastri della seconda guerra mondiale dove le popolazioni anche di regioni economicamente prospere soffrirono la fame, l'Europa cercò di impostare una politica agricola che, non più a livello di singolo paese, ma a livello sovrannazionale, potesse garantire l'autosufficienza alimentare. I prezzi furono allineati su un livello decisamente alto, per invogliare gli agricoltori a produrre in breve per molte derrate le scorte diventarono eccessive e si creò un problema di surplus. Nel frattempo i prezzi a livello mondiale erano calati e si era determinata una notevole differenza. La comunità decise, pertanto di intervenire assumendo a proprio carico la differenza tra il mercato interno e quello esterno. Le proteste per l'eccesso di questi esborsi ha portato allo smantellamento di questa politica di aiuto, proprio in corrispondenza di una fase di aumento dei prezzi alimentari e un riaffacciarsi di una necessità di riaffrontare tematiche di autosufficienza alimentare.